# Morocco Tennis Tour Rabat 2011
Il Morocco Tennis Tour Rabat 2011 è stato un torneo professionistico di tennis maschile giocato sulla terra rossa. È stata la 5ª edizione del torneo, che fa parte dell'ATP Challenger Tour nell'ambito dell'ATP Challenger Tour 2011. Si è giocato a Rabat in Marocco dal 14 al 20 marzo 2011.

## Partecipanti

### Teste di serie
| Giocatore            | Nazionalità | Ranking* | Testa di serie |
| -------------------- | ----------- | -------- | -------------- |
| Rui Machado          | Portogallo  | 94       | 1              |
| Jan Hájek            | Rep. Ceca   | 98       | 2              |
| Albert Ramos Viñolas | Spagna      | 110      | 3              |
| Jaroslav Pospíšil    | Rep. Ceca   | 111      | 4              |
| Jesse Huta Galung    | Paesi Bassi | 113      | 5              |
| Benoît Paire         | Francia     | 117      | 6              |
| Simon Greul          | Germania    | 123      | 7              |
| Jurij Ščukin         | Kazakistan  | 125      | 8              |

- Ranking al 7 marzo 2011.

### Altri partecipanti
Giocatori che hanno ricevuto una wild card:
- Yassine Idmbarek
- Malek Jaziri
- Hicham Khaddari
- Younes Rachidi

Giocatori che sono passati dalle qualificazioni:
- Christian Lindell
- Maxime Teixeira
- Jonathan Dasnières de Veigy
- Pablo Carreño Busta

## Campioni

### Singolare
Ivo Minář ha battuto in finale  Peter Luczak con il punteggio di 7–5, 6–3

### Doppio
Alessio Di Mauro /  Simone Vagnozzi hanno battuto in finale  Evgenij Korolëv /  Jurij Ščukin con il punteggio di 6–4, 6–4